# Messier 41
Messier 41 (również M41 lub NGC 2287) – gromada otwarta w gwiazdozbiorze Wielkiego Psa. Odkrył ją przed 1654 rokiem Giovanni Batista Hodierna. Niezależnie od Hodierny 16 lutego 1702 roku skatalogował ją John Flamsteed. W 1749 roku odkrył ją ponownie Guillaume Le Gentil. Według J. E. Gore’a była znana już Arystotelesowi około 325 p.n.e. W katalogu Messiera znajduje się od 16 stycznia 1765 roku.
Gromada M41 jest oddalona od Ziemi o około 2,3 tys. lat świetlnych (ok. 710 parseków) i oddala się z prędkością 34 km/s. Średnica wynosi około 25-26 lat świetlnych (obserwowany rozmiar – 38'). Wiek gromady według różnych szacunków wynosi od 190 do 240 mln lat.
M41 zawiera około 100 gwiazd. Kilka z nich to czerwone (i pomarańczowe) olbrzymy o składzie chemicznym zbliżonym do Słońca. Najjaśniejszy znajduje się w okolicach centrum gromady, ma jasność obserwowaną 6,9m i należy do typu widmowego K3. Najgorętszą gwiazdę M41 zalicza się do typu A0.
Messier 41 znajduje się ok. 4 stopni na południe od Syriusza.